# Élyse Marquis
Pour les articles homonymes, voir Marquis (homonymie).
Élyse Marquis (née le 26 juin 1968 à Mascouche) est une animatrice de radio et de télé et une actrice québécoise.

## Biographie
Élyse Marquis fait des études en théâtre au Cégep de Saint-Hyacinthe. Elle décroche quelques rôles dans des émissions télévisées jeunesses telles Télé-Pirate et Enfanforme.
Au début des années 2000, Élyse a tenu le rôle vedette avec Patrick Labbé des publicités du géant des beignes et cafés au Canada, Tim Hortons.
Elle était la conjointe du chanteur Marc Déry pendant 16 ans, avec qui elle a donné naissance à Alice en 2004. Joueuse redoutable à l'émission télévisée La Fureur, elle a animé, en alternance avec Sébastien Benoît, une partie de la saison 2003-2004.
À Radio Canada, elle anime depuis septembre 2012 Alors on jase! et depuis 2013 l’émission Les Chefs!,.
Avec sa fille, elle joue dans la série de quatre épisodes Quand les enfants quittent le nid.

## Filmographie
- 1989 : Le Dépanneur olympique (série télévisée) : Chantal
- 1990 : Un autre homme, film de Alain Chartrand
- 1990 : Ding et Dong, le film de Alain Chartrand  : Renée
- 1991 : Télé-Pirate (série télévisée) : Rôles variés
- 1994 : SQreté 5-0 (série télévisée) : Constable Roch(e) Forest
- 1997 : Un gars, une fille (série télévisée) : Judith
- 1999 : Le Polock (série télévisée) : Violaine Langlois
- 1999 : Rue l'Espérance (série télévisée) : Jacinthe Dompierre
- 2001 : Cauchemar d'amour (série télévisée) : Michelle
- 2002 : Les Super Mamies (série télévisée) : Léa Éthier
- 2003 : Les Aventures tumultueuses de Jack Carter (série télévisée) : Sandra Bélanger
- 2010 : C.A. (série télévisée) : Linda, ex de Sylvain (saison 4, épisode 12)
- 2011 : 30 vies (série télévisée) : Andréanne Gauthier
- 2012 : Alors on jase (Animatrice)
- 2018 : Rick et Morty (série télévisée d'animation) : Beth Smith